# (114649) Jeanneacker
(114649) Jeanneacker (2003 EN52) – planetoida z pasa głównego asteroid okrążająca Słońce w ciągu 5,8 lat w średniej odległości 3,23 j.a. Odkryta 6 marca 2003 roku.